# Lože, Vipava
Lože este o localitate din comuna Vipava, Slovenia, cu o populație de 215 locuitori.